# Évaluation (basket-ball)
Pour les articles homonymes, voir Évaluation (homonymie).
Au basket-ball, l'évaluation, ou efficiency en anglais, est une statistique qui permet de montrer l'apport d'un joueur sur un match en comptabilisant la plupart des catégories statistiques de base : paniers marqués ou ratés, interceptions, balles perdues, etc.
La formule employée peut être différente en fonction de la compétition. Celle utilisée en Pro A et en NBA prend en compte les points marqués ({\displaystyle {\text{Pts}}}), les rebonds ({\displaystyle {\text{Rbd}}}), les passes décisives ({\displaystyle {\text{Pad}}}), les interceptions ({\displaystyle {\text{Int}}}), les contres ({\displaystyle {\text{Ctr}}}), la différence entre les tirs à deux points et trois points tentés ({\displaystyle {\text{Tirs}}_{\text{tentés}}}) et ceux réussis ({\displaystyle {\text{Tirs}}_{\text{réussis}}}), la différence entre les lancers-francs tentés ({\displaystyle {\text{LF}}_{\text{tentés}}}) et réussis ({\displaystyle {\text{LF}}_{\text{réussis}}}), ainsi que les balles perdues ({\displaystyle {\text{Bp}}}) selon la formule suivante :
{\displaystyle \mathrm {{\acute {E}}valuation} ={\text{Pts}}+{\text{Rbd}}+{\text{Pad}}+{\text{Int}}+{\text{Ctr}}+\left({\text{Tirs}}_{\text{réussis}}-{\text{Tirs}}_{\text{tentés}}\right)+\left({\text{LF}}_{\text{réussis}}-{\text{LF}}_{\text{tentés}}\right)-{\text{Bp}}}